# Międzynarodowa Rada Krykieta
Międzynarodowa Rada Krykieta (ang. International Cricket Council, skrót ICC) – międzynarodowa organizacja pozarządowa, zrzeszająca 106 narodowych federacji krykieta.
Została założona w 1909 roku jako Imperial Cricket Conference przez przedstawicieli Anglii, Australii i RPA, w 1965 zmieniono jej nazwę na International Cricket Conference, a w 1989 na wciąż obowiązującą International Cricket Council. Od sierpnia 2005 jej siedziba mieści się w Dubaju. Obecnym prezydentem ICC jest Alan Isaac z Nowej Zelandii.
Obecnie, od 2017, ICC ma 104 członków podzielonych na dwie grupy:
- 12 pełnych członków (ang. Full Members) rozgrywających oficjalne mecze testowe
- 92 członków współpracujących (Associate Members)